# Екатерининский собор (Судогда)
Екатери́нинский собо́р — православный храм в городе Судогде. Главный храм Судогодского благочиния Владимирской епархии Русской православной церкви. Расположен по адресу улица Ленина, 30.

## История
В 1778 году слободка Судогда получила статус уездного города. В связи с этим решено было на казённые средства построить городской собор неподалёку от деревянного Никольского храма. Строительство продвигалось медленно.
В 1806 году страшный пожар уничтожил почти все постройки. Сгорела и деревянная церковь со всем имуществом, ризницей и утварью. Новое строительство решили возводить по плану, по кварталам. Было определено новое место и для нового каменного соборного храма, начатая постройка разобрана. На постройку его было израсходовано 16 тысяч рублей, причём постройка колокольни, внутреннее убранство и утварь произведена на частные пожертвования. Главный престол был освящён во имя великомученицы Екатерины, в память императрицы, проезжавшей через Судогду во время путешествия по России в 1767 году и преобразовавшей слободку в город. Строительство одноглавого храма завершили в 1814 году. В память о прежних деревянных церквях приделы соборного храма в память о прежних деревянных церквях освятили во имя святителя Николая Чудотворца и мученика Мины.
Пожар 1838 года истребил большую часть города Судогды. От огня сильно пострадал и собор: он обгорел снаружи и внутри, но иконы, утварь и ризница были спасены. Понадобилось 10 лет, чтобы вновь отделать пристройки. В этот период богослужение свершалось в тёплой его половине. В холодном храме было устроено три престола: главный во имя святой великомученицы Екатерины, в приделах в честь покрова Пресвятой Богородицы и Казанской иконы Божией Матери. В 1853 года тёплая половина собора была разобрана из-за тесноты и к 1855 году была значительно расширена.
Каменные столбы посреди храма искажали вид его: низкий пол, и вверху — каменный свод, придавали храму мрачный вид; от этого, и сырая сама но себе местность, на которой построен собор, разрушительно на него действовала; от её влияния ни живопись, ни штукатурка не могли прочно держаться на стенах: воздух в храме даже при незначительном стечении молящихся был сырой, удушливый. Трудами протоиерея Алексея Яновскаго это было исправлено. Пол был поднят на значительную высоту: стены храма подняты выше на целый ярус, который украшен новым рядом икон, с разноцветными стёклами: деревянный потолок, утвержденный на необыкновенно прочных балках, поддерживается по местам красивыми столбами. 14 ноября 1871 года совершилось освящение обновлённого Екатерининского собора; освящены в обновлённом тёплом храме два придела, один — в честь Святителя и Чудотворца Николая, а другой — в честь святого великомученика Мины.
В 1875 году начаты работы по реконструкции летней («холодной») части собора, при которой она была полностью разобрана и на её месте был выстроен пятиглавый храм. Пожар 1882 года уничтожил 150 городских дворов, частично пострадала колокольня Екатерининского собора. Из-за множества образовавшихся трещин в 1885—1886 годы были проведены работы по укреплению здания. По окончании строительных работ собор приобрёл величественный вид. 23 ноября 1891 года в торжественной обстановке состоялось его освящение.

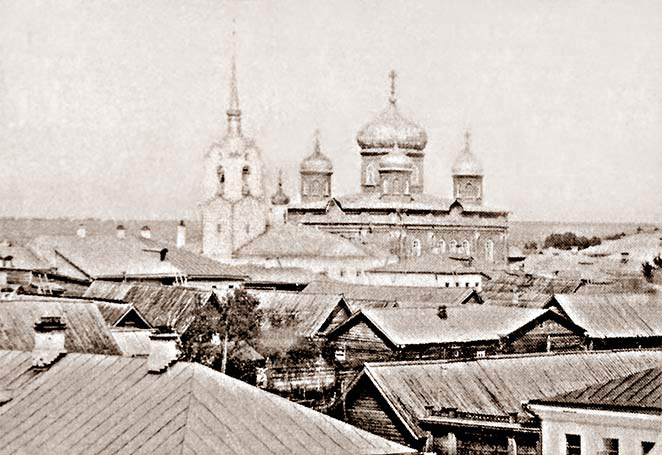
До революции

Огромный по размерам, собор вмещал до 5000 человек. В его клире состояли два протоиерея, три священника и два псаломщика. К приходу относились город Судогда и деревни: Афонино, Берег (Бережки), Хорышево, Загорье, Полхово, Башево, Карастелиха, Степачёво, Костино, Рагозино, Демидово, Володино, Дорофеево, Лаврово, Ушаково, Быково, Чубарово. К собору были приписаны два других городских храма: кладбищенский — во имя обновления храма Воскресения Христова (не сохранился), храм при тюремном замке — во имя благоверного князя Александра Невского. Библиотека собора насчитывала 250 томов книг религиозного, нравственного и исторического содержания. Кроме того к Екатерининскому собору был приписан построенный в 1891 году храм мученицы царицы Александры в Муромцеве.
В 1930 году провалилась первая известная попытка закрыть собор, когда Владимирский окружной исполком ходатайствовал о его использовании под «культурно-просветительные нужды». 12 декабря 1932 года районные власти закрыли храм. Под давлением верующих собор разрешили открыть, если найдут священника. Священника «нашли, но местное ГИСКУ не разрешило ему служить. Прислали другого, он заполнил анкету, зарегистрировался, но и этому ГИСКУ не разрешило служить». Разбирательство длилось до сентября 1933 года, причём уже весной храм числился открытым и на верующих начислялся налог, хотя служба возобновилась лишь осенью. Так как за Екатерининским собором числись две общины — тихоновская и обновленческая, следовательно, и налог начислялся на каждую в отдельности.
18, 19 и 22 июня 1936 года были проведены собрания по поводу закрытия храма на большинстве предприятий города. Везде выносились постановления о закрытии собориногда добавлялось, что единогласно, лишь на двух собраниях среди голосовавших было по одному голосу «против», на втором собрании (на фабрике им. 1 Мая) один воздержался. Всё это позволило 22 июня Судогодскому райисполкому, заслушав ходатайства, постановить «так как 1) из 3 тыс. взрослого населения гор. Судогды 2235 человек (27 организаций), то есть 76,6 %, за закрытие; 2) нет помещения (клуб в бывшем жандармском управлении)… — Екатерининский собор закрыть». 22 июля 1936 года Судогодский райисполком уведомил облисполком о закрытии собора, добавив, что численность общины составляет 412 человек.
16 декабря того же года верующие-обновленцы пытались обжаловать в облисполкоме постановление о закрытии. Они писали, что за закрытие собора выступали лишь некоторые служащие и рабочие Первомайской фабрики, стеклозавода «Красный Химик» и некоторых деревень; верующие же были против закрытия, так как собор был нужен для религиозных обрядов. Приход собора состоял из города, 18 деревень и стеклозавода «Красный Химик». Указывалось, что расстояние до ближайшей церкви было не менее 6 км, кроме того было отмечено, что по пути «имеется живое урочище, это речки, которые разливаются во время весны с самого праздника, и пройти невозможно».
15 июля 1937 года облисполком сообщил райисполкому о вынесении постановления о ликвидации Екатерининской церкви под театр на основании ходатайств населения и велел провести настоящее решение с соблюдением ст. 36, 37, 40 постановления ВЦИК и СНК от 8/04.-29 г. «О религиозных объединениях». 26 июля в городе были проведены собрания о закрытии собора.
В 1957 году пятиглавый Екатерининский собор был взорван, уничтожена колокольня. По воспоминаниям очевидца:

Подвезли воз сухих берёзовых дров. Напротив собора, у стены так называемого «магазина Пластинина» устанавливали лебёдку. С верху колокольни к ней тянулся трос. На крышу собора поднялись каменщики. Закипела работа. Они выбили кирпичи в одном углу колокольни, подвели клетку из берёзовых пластин. Подвели клетку и под другой угол. Потом начали выбивать стены. И когда колокольня осталась стоять на задней стенке и двух берёзовых клетках, клетки эти облили керосином и подожгли. Все замерли в ожидании.
А народу к этому времени собралось уже немало. Из толпы в адрес каменщиков неслись проклятья, мольбы, чтобы Господь Бог послал на их головы самые страшные кары. А дрова горели… И вот колокольня вздрогнула, чуть-чуть накренилась. Лебедка натянула трос. Потом дрова сразу осели, и красавица-колокольня резко наклонилась, на какое-то мгновение зависла в этом положении, словно отдавая прощальный поклон своему батюшке-собору, и, как подкошенный сноп, резко завалилась набок. Грохот… Рыжая пыль затмила солнце… И когда она отступила, взорам предстал длинный вал битого кирпича, перекрывший почти весь переулок. И долго потом стоял этот вал, как, впрочем, и взорванная в послевоенное время половина собора. Лежали они немым укором ретивым местным руководителям.

Кирпич предполагалось использовать для строительства новых цехов стекольного завода. Но попользоваться крепким старорежимным кирпичом не удалось, так как кладка была очень прочной. Было организовано несколько субботников чтобы разобрать оставшиеся от собора бесформенные куски кирпичных стен. По воспоминаниям местного жителя собор «рушили, чтобы взять кирпич на строительство, а после два года вывозили один щебень. Все женщины плакали». Тёплая часть собора была перестроена и в начале 1960-х в ней был открыт дом культуры с кинотеатром, а часть алтаря переделали под магазин.
Новая церковная община в честь великомученицы Екатерины была зарегистрирована в марте 1990 года. К этому времени некогда величественный собор представлял собой бесформенную каменную коробку с обветшалой протекающей крышей и отстающей штукатуркой. Однако открыть храм в Судогде удалось не сразу ввиду сопротивления областных и местных властей.
В канун 1994 года в Судогду приезжали епископ Владимирский и Суздальский Евлогий (Смирнов), председатель губернского (областного) комитета по культуре В. И. Балахтин, которые встретились с главой администрации района Ю. А. Соловьёвым и представителями администрации Судогодского района. Были рассмотрены все аспекты духовной жизни города, с выходом на место были осмотрены все предлагаемые объекты для устройства церкви. После этого было решено просить межведомственную комиссию передать храм Великомученицы Екатерины общине верующих и ходатайствовать перед администрацией области о включении в план капитального строительства и выделении средств для финансирования строительства районного Дома культуры, начиная с 1994 года.
В день праздника Рождества Христова Администрация района предоставила общине помещение ДК АО «Красный химик» для проведения богослужения в честь этого праздника. На первый молебен сюда собралось около двухсот человек: в основном женщины преклонного возраста, но присутствовали и мужчины, и молодёжь. Вторая крещенская служба, состоявшаяся в судогодском ДК, собрала более пятисот человек.
По благословению архиепископа Владимирского и Суздальского Евлогия в западной части собора был установлен временный алтарь. Начались богослужения. Из-за нехватки средств пришлось сначала восстанавливать меньший по размеру храм во имя благоверного князя Александра Невского, расположенный в 300 метрах от собора, где и приводились первоначально богослужения.
В 1996 году при соборе открыта воскресная школа. Кроме этого, летом для детей воскресной школы организован православный лагерь.

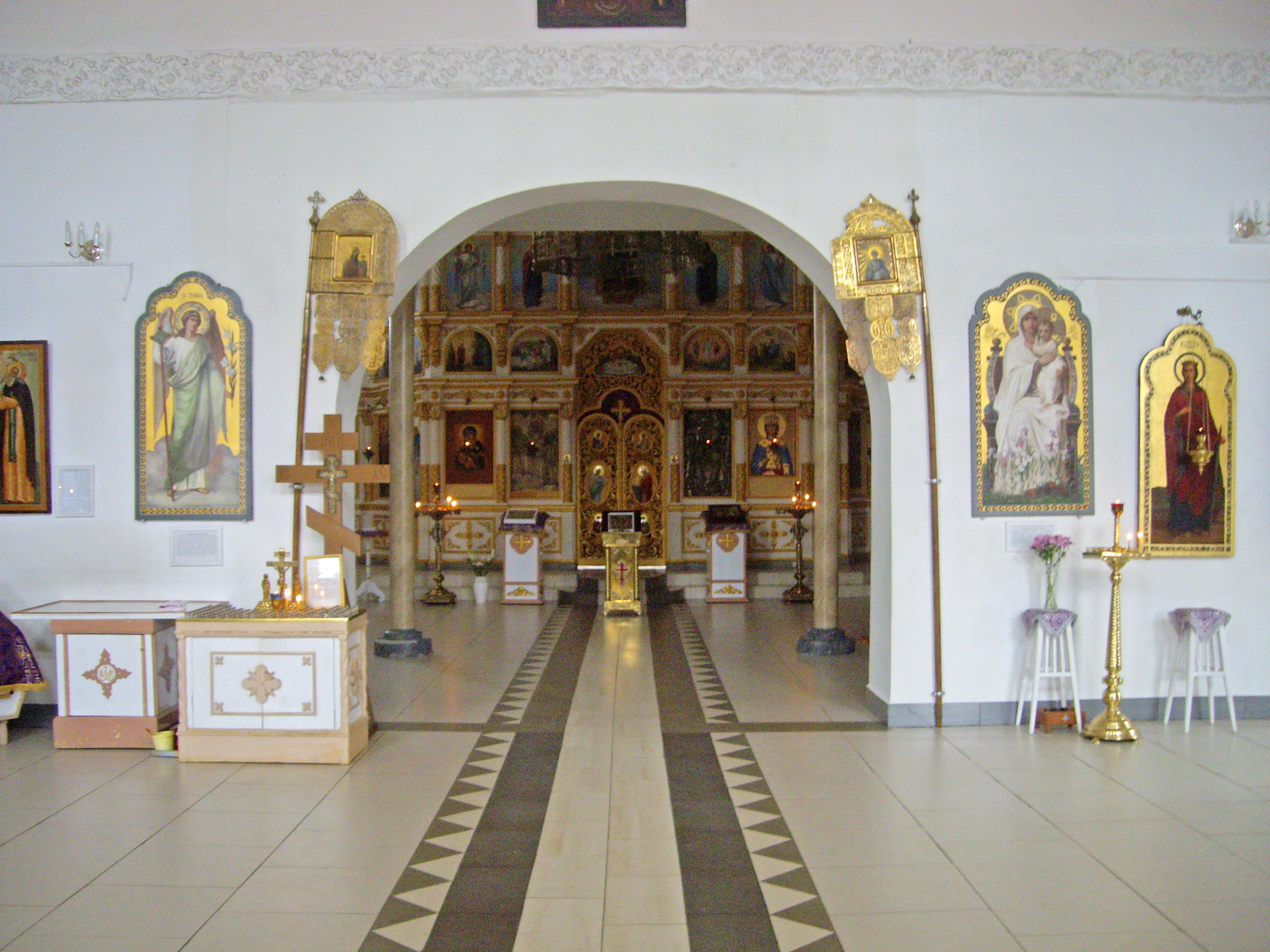
Интерьер. 2019 год.

В связи с ветхостью крыши и аварийным состоянием потолка осенью 1997 года было принято решение о капитальном ремонте Екатерининского собора в сохранившихся объёмах с восстановлением утраченных архитектурных элементов, который начался в ноябре 1999 года по проекту архитектора Татьяны Петровны Двоеглазовой. Первую главку с крестом над южным приделом установили и освятили 18 октября 2001 года. перед освящением придела в честь мученика Мины, группой московских иконописцев во главе с Низовым Владиславом Павловичем была осуществлена роспись стен алтаря.
28 декабря 2003 года после капитального ремонта архиепископ Евлогий (Смирнов) освятил южный придел собора в память мученика Мины Александрийского. С этого времени в храме начались регулярные богослужения. Алтарь в приделе был расписан мастерами-иконописцами под руководством профессора Владислава Павловича Низова.
В 2009 по 2011 годах возле храма по образцу дореволюционных фотографий и на основании утверждённого в епархии проекта вновь возведена кирпичная ограда со входной часовней. Кроме того, в 2010 году администрация города передала приходу бывшую церковную сторожку, где к тому моменту располагалась угольная котельная. К 2011 году она была полностью отремонтирована.
В апреле 2012 года был установлен крест центрального купола собора.
В ноябре 2012 года при храме открылась детская дошкольная студия «Колосок». В ней два раза в неделю готовили детей к школе, первой исповеди, учили быть дружными и отзывчивыми.
В 2013 году к храму была пристроена алтарная часть, внутри храма был проведён значительный объём работ: оштукатурены стены, пол выложен плиткой, установлен каменный престол, проведено отопление с электричеством, установлен резной иконостас. 7 декабря митрополит Владимирский и Суздальский Евлогий (Смирнов) освятил отреставрированный центральный придел в честь святой великомученицы Екатерины.